# Proton Prevé
Proton Prevé — переднеприводной среднеразмерный седан малайзийской марки Proton Edar Sdr Holding, производимый с 16 апреля 2012 по 2020 год.

## История
Автомобиль Proton Prevé серийно производился с 16 апреля 2012 года, с разрешения премьер-министра Малайзии Наджиба Туна Разака. Модификации кузова — Executive MT, Executive CVT и Premium CVT. Моделям Executive присущ двигатель внутреннего сгорания 1.6 L CamPro IAFM+. У автомобиля Executive MT 5-ступенчатая механическая трансмиссия, тогда как у Executive CVT — бесступенчатая трансмиссия. Автомобиль модификации Premium CVT оснащался турбированным двигателем внутреннего сгорания CamPro CFE. Трансмиссия — вариатор ProTronic. Дополнительное оборудование — подрулевые переключатели, датчики включения фар и стеклоочистителей, круиз- и климат-контроль. В центре приборной панели присутствует сенсорный экран.
С 18 октября 2012 года автомобиль Proton Prevé был представлен в Австралии, на Австралийском международном автосалоне, серийное производство стартовало в ноябре 2013 года. В 2014 году автомобиль был модернизирован, на него ставили даже газомоторные двигатели внутреннего сгорания. В июле 2015 года был заключён лицензионный договор с чилийской компанией Andes Motor для производства автомобилей Proton Prevé, предназначенных для эксплуатации в странах с правосторонним движением. Начиная с мая 2017 года, автомобиль производился в Бангладеше, под названием Proton Prevé 1.6 Turbo. С октября 2018 года и до марта 2020 года автомобиль производился в Египте.

## Галерея

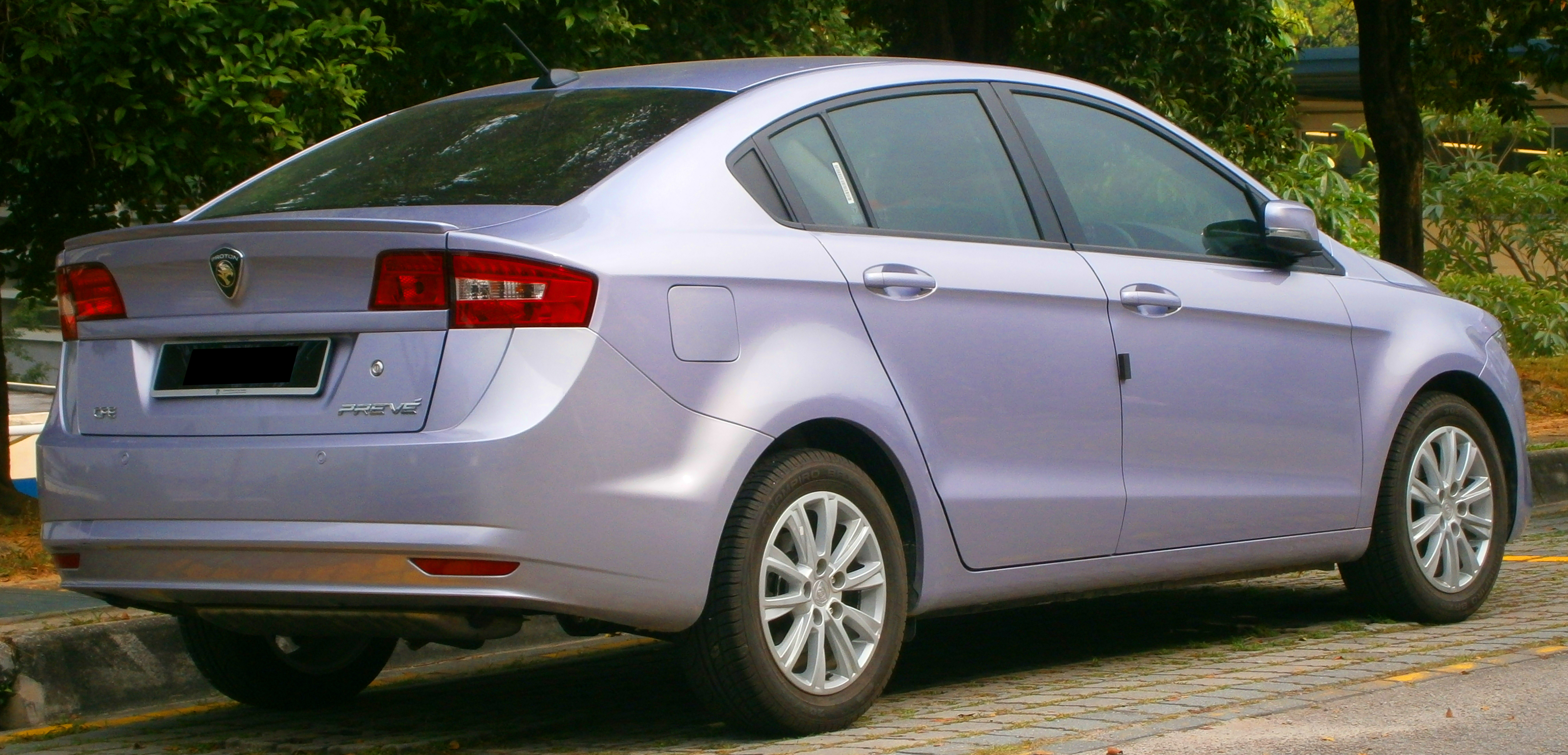
Proton Prevé Premium
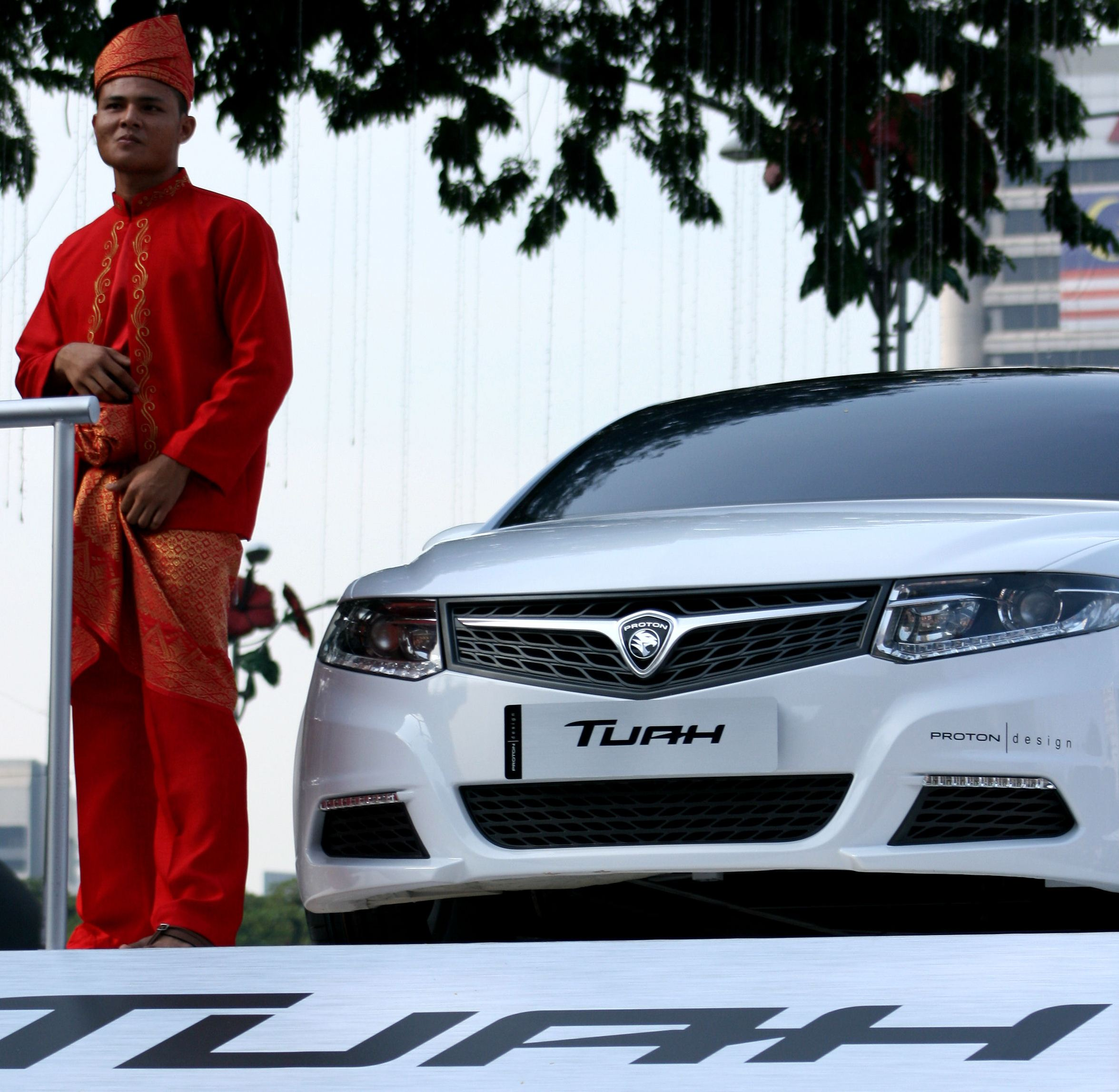
Концепт-кар Proton Tuah
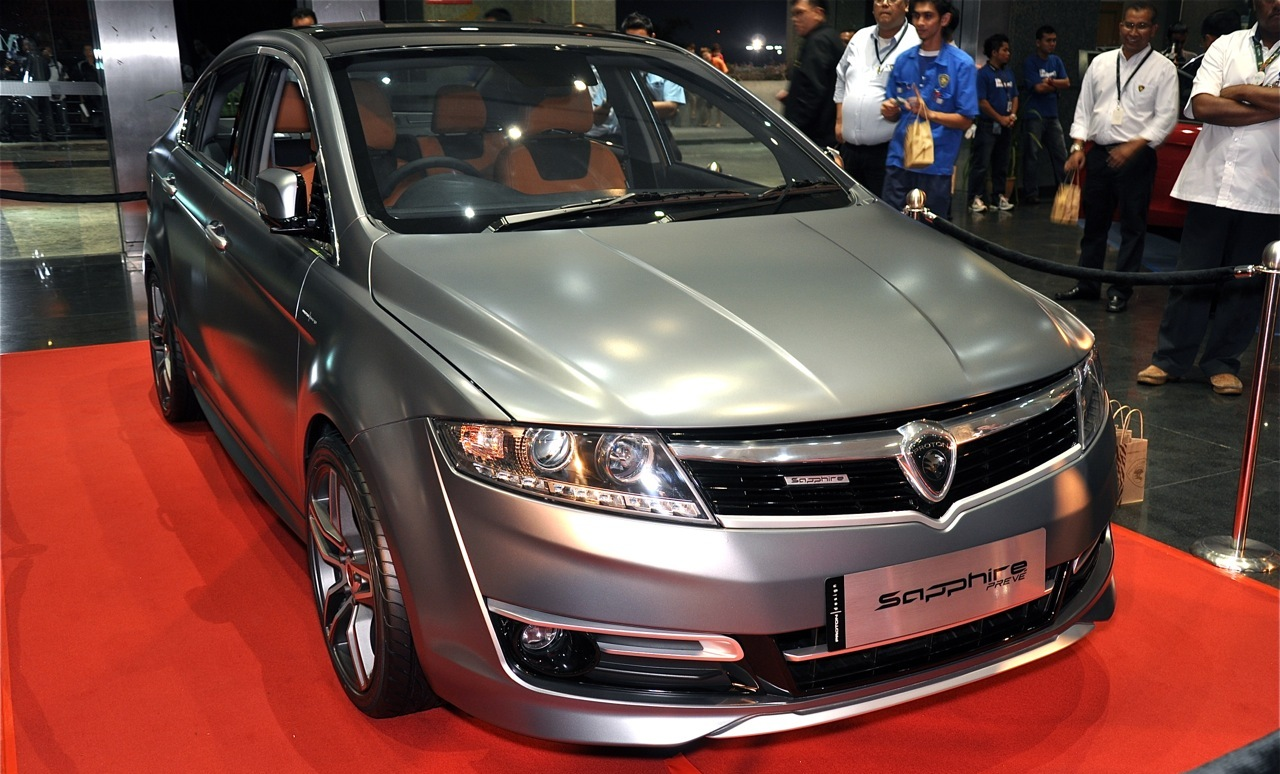
Proton Prevé Sapphire
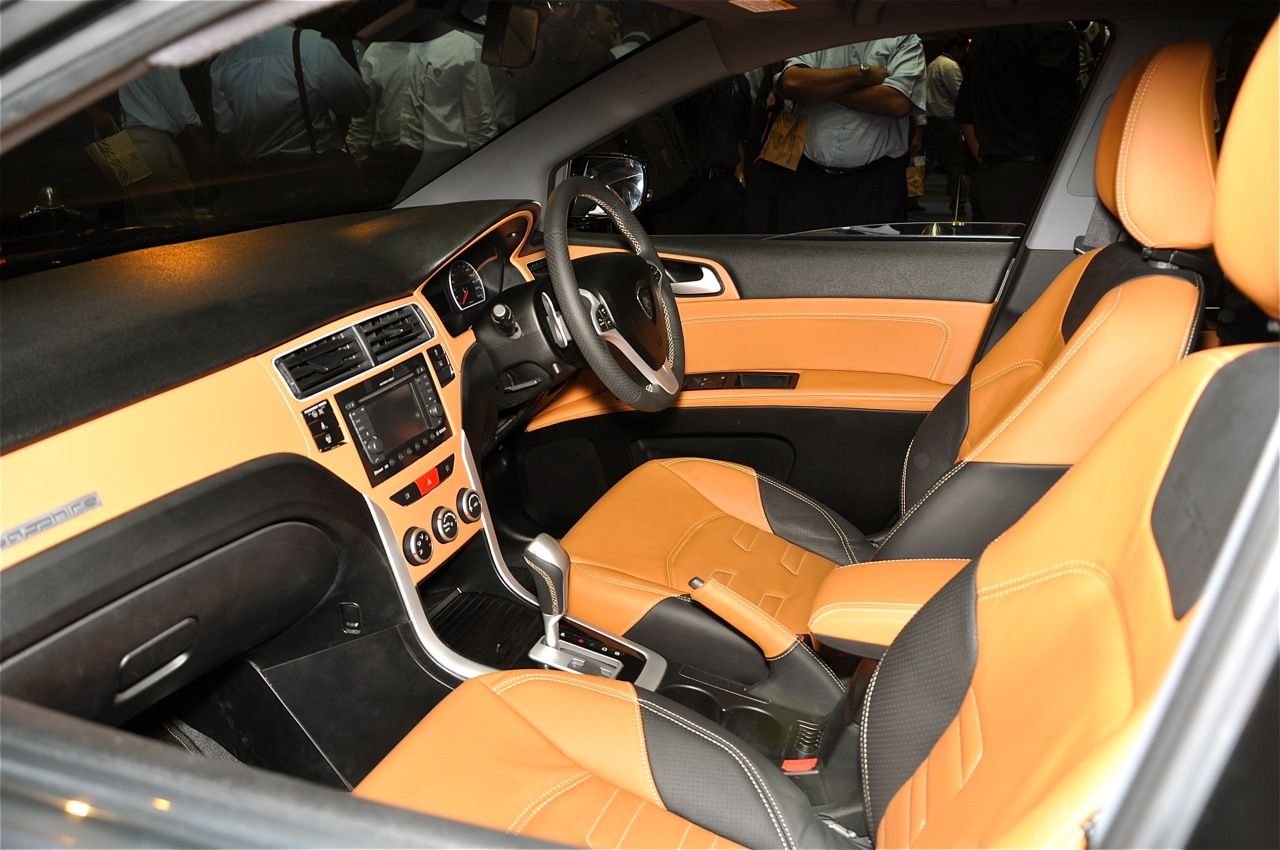
Салон автомобиля Proton Prevé Sapphire
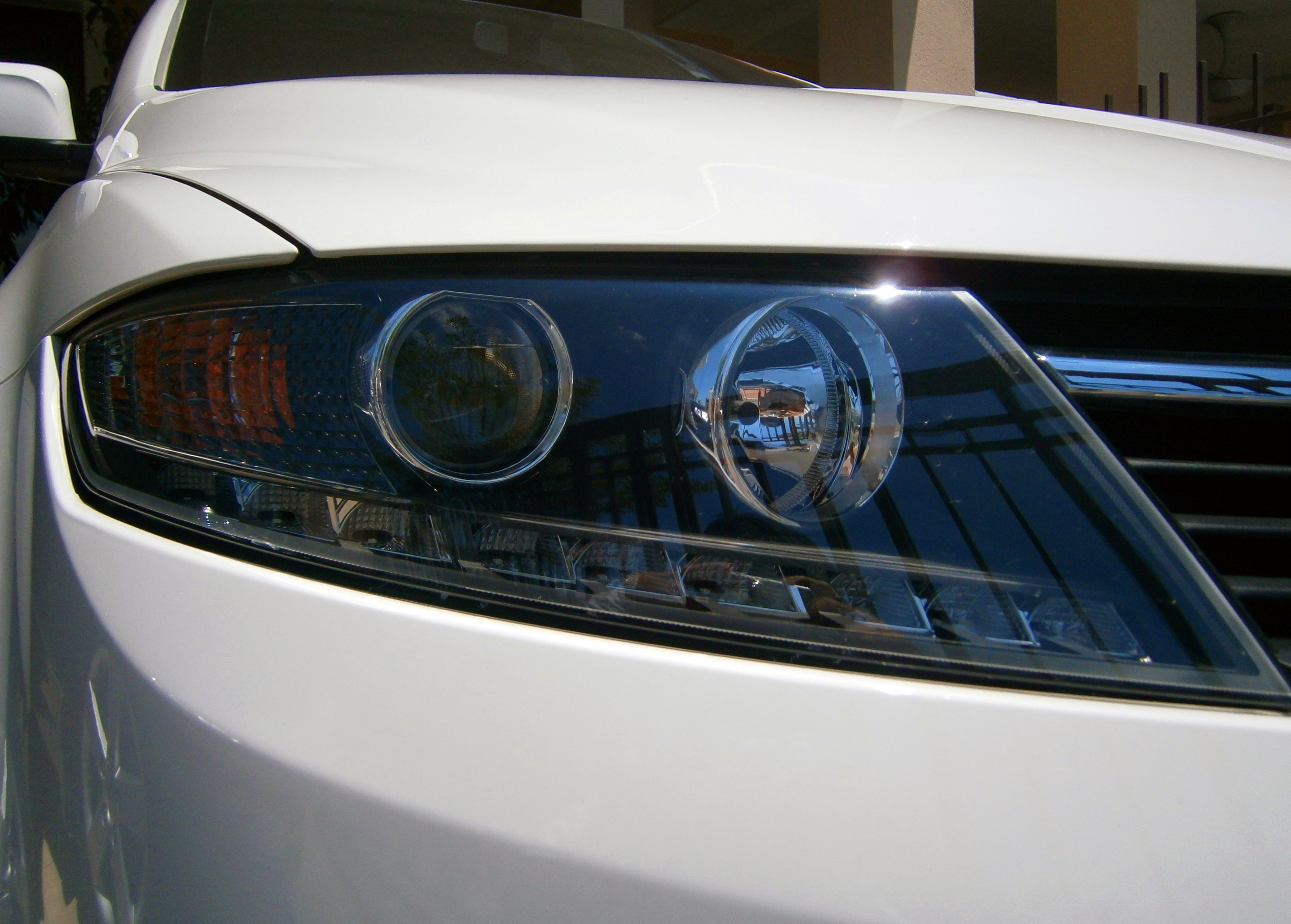
Передние фары автомобиля
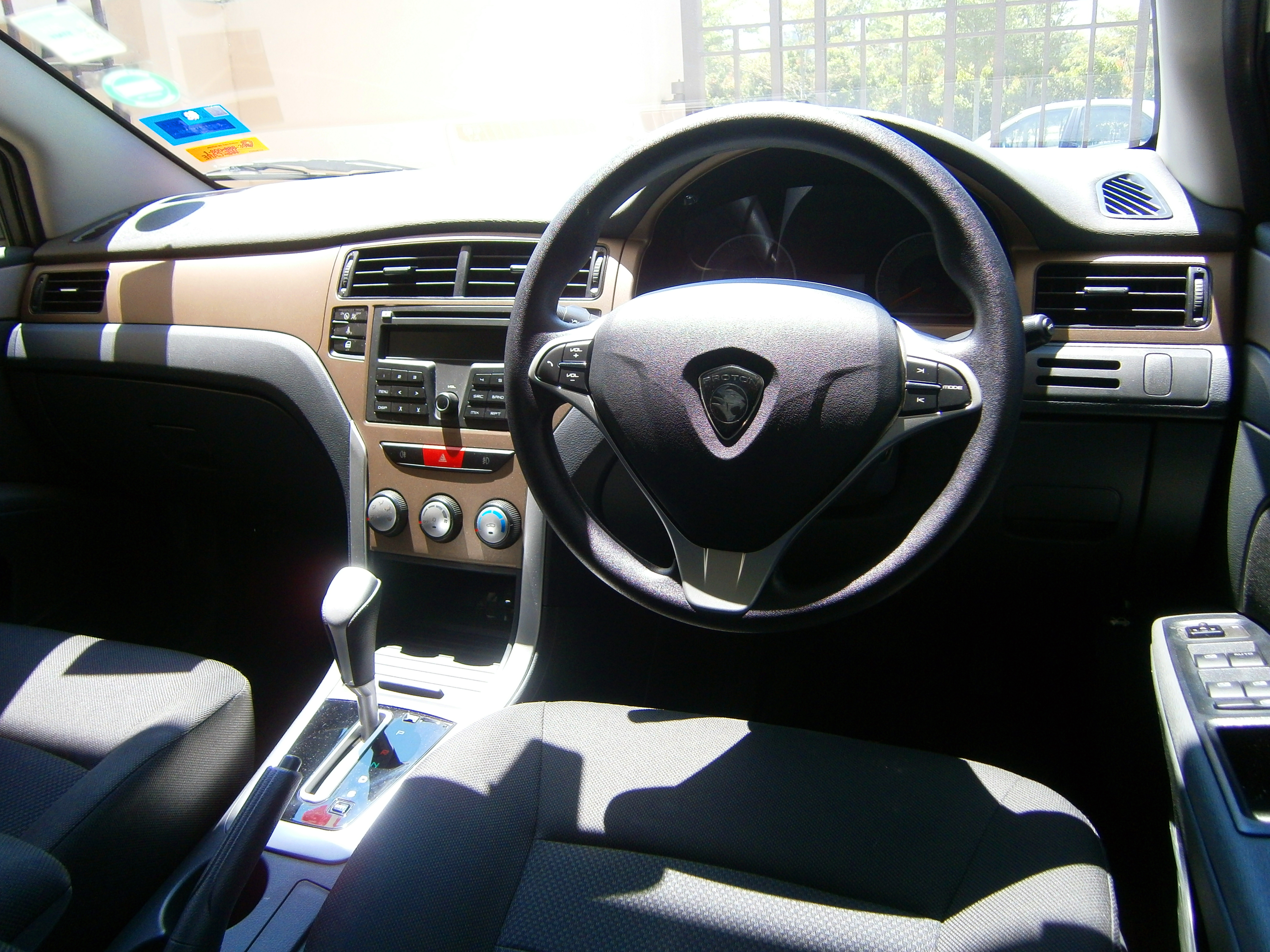
Приборная панель автомобиля Proton Prevé Executive
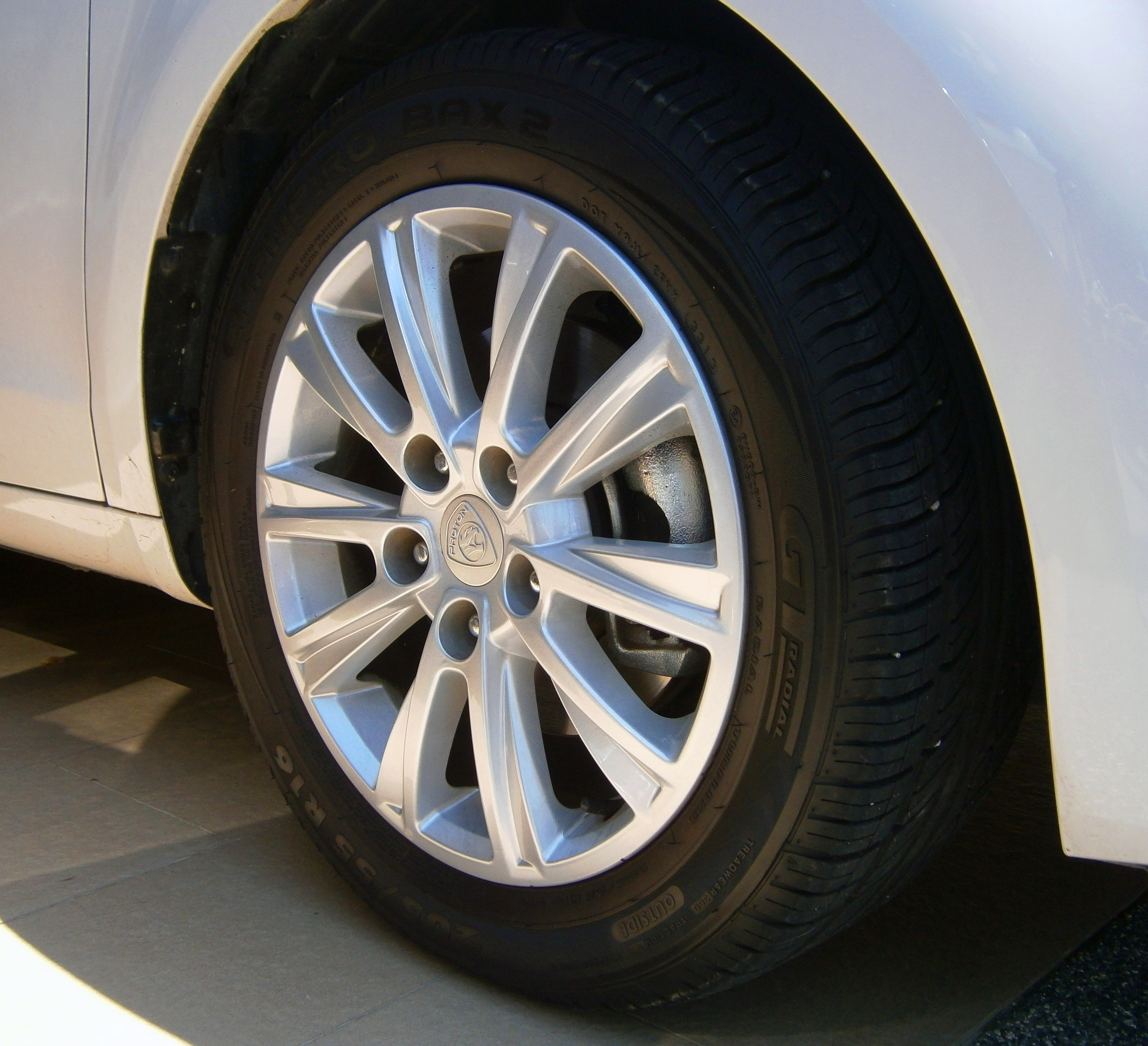
16-дюймовые колёсные диски автомобиля Proton Prevé Executive
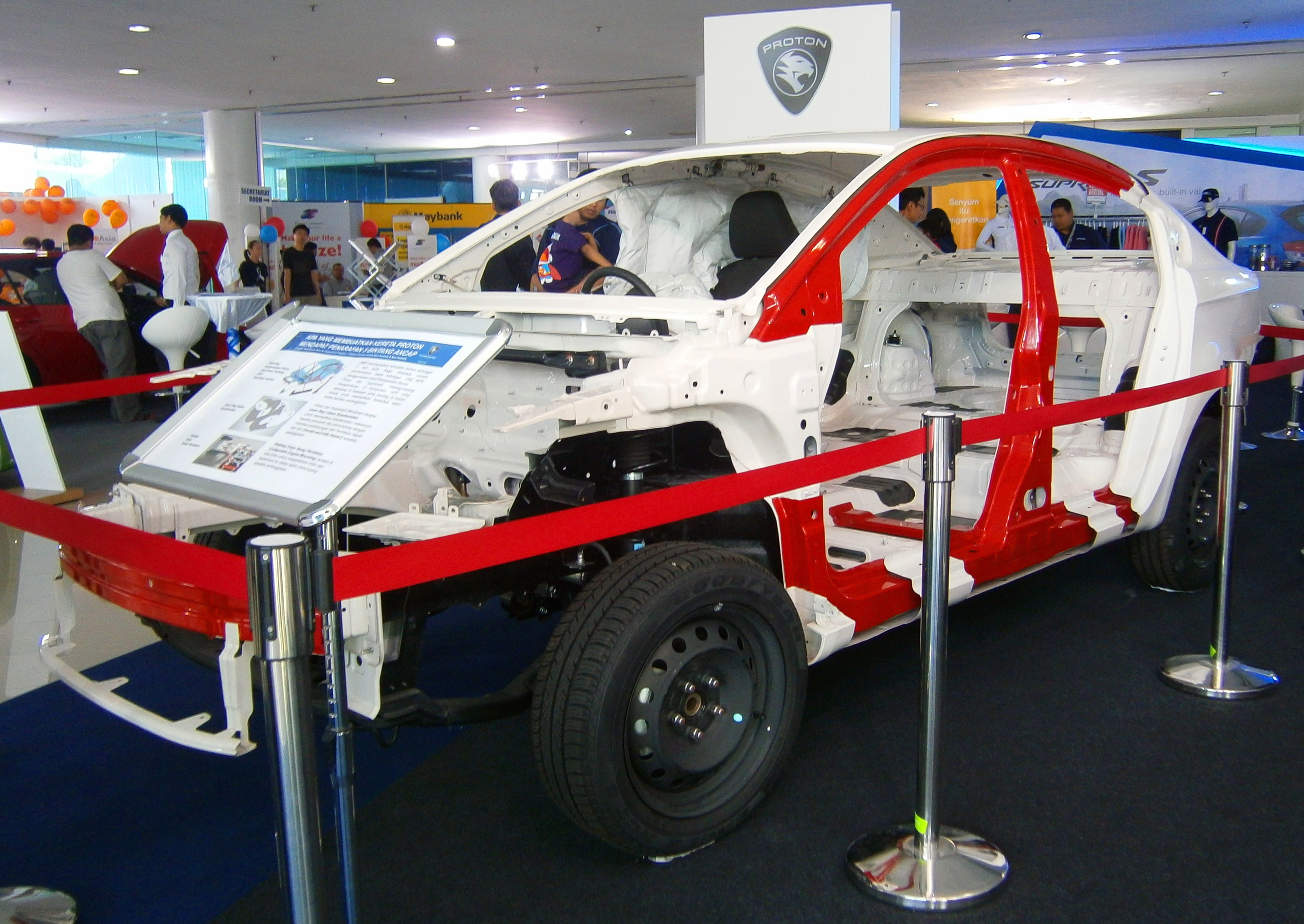
Заготовка автомобиля
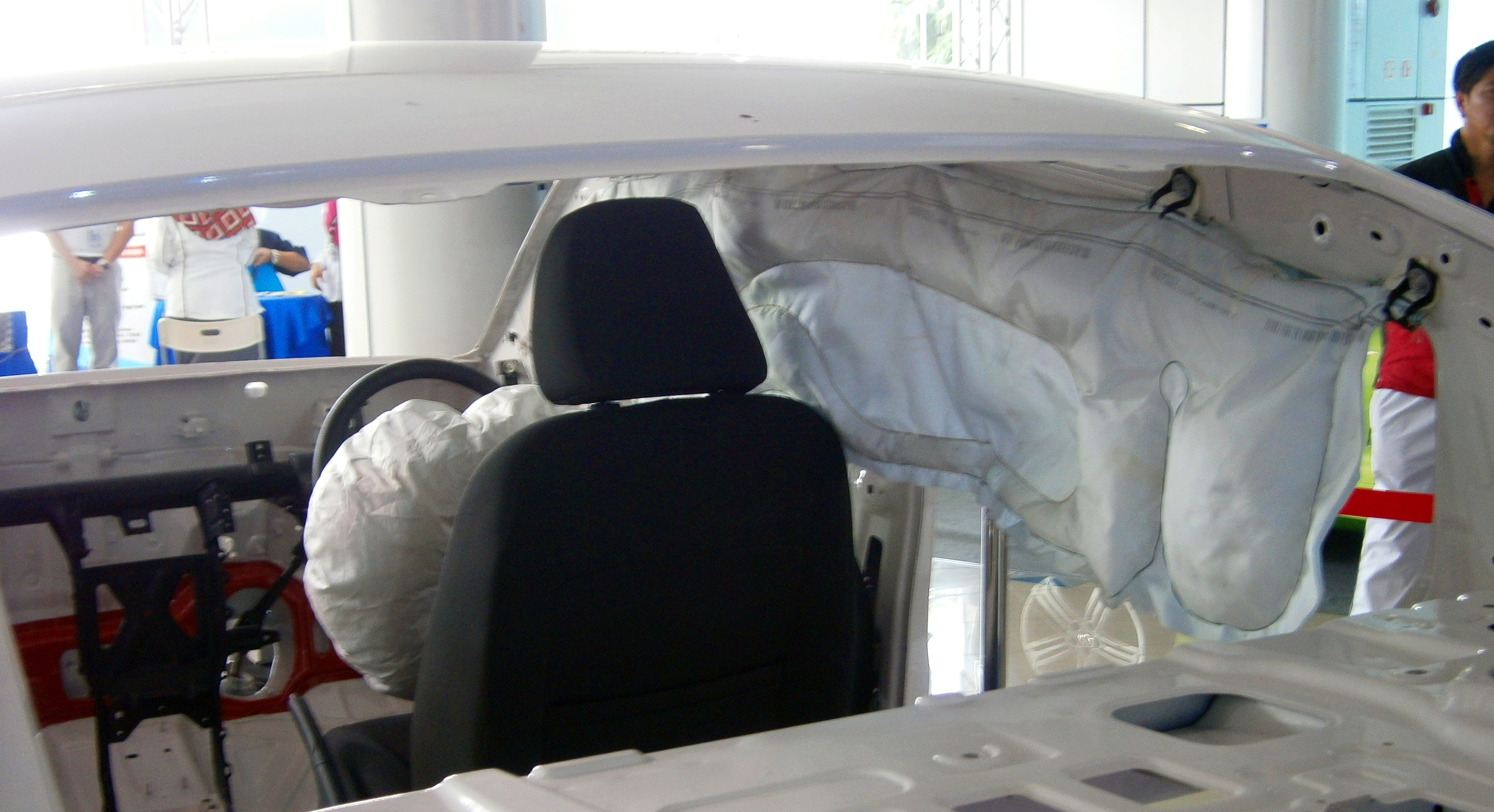
Тестирование подушек безопасности